# Eucalyptus morrisbyi
Eucalyptus morrisbyi är en myrtenväxtart som beskrevs av Brett. Eucalyptus morrisbyi ingår i släktet Eucalyptus och familjen myrtenväxter. IUCN kategoriserar arten globalt som starkt hotad. Inga underarter finns listade i Catalogue of Life.

## Bildgalleri

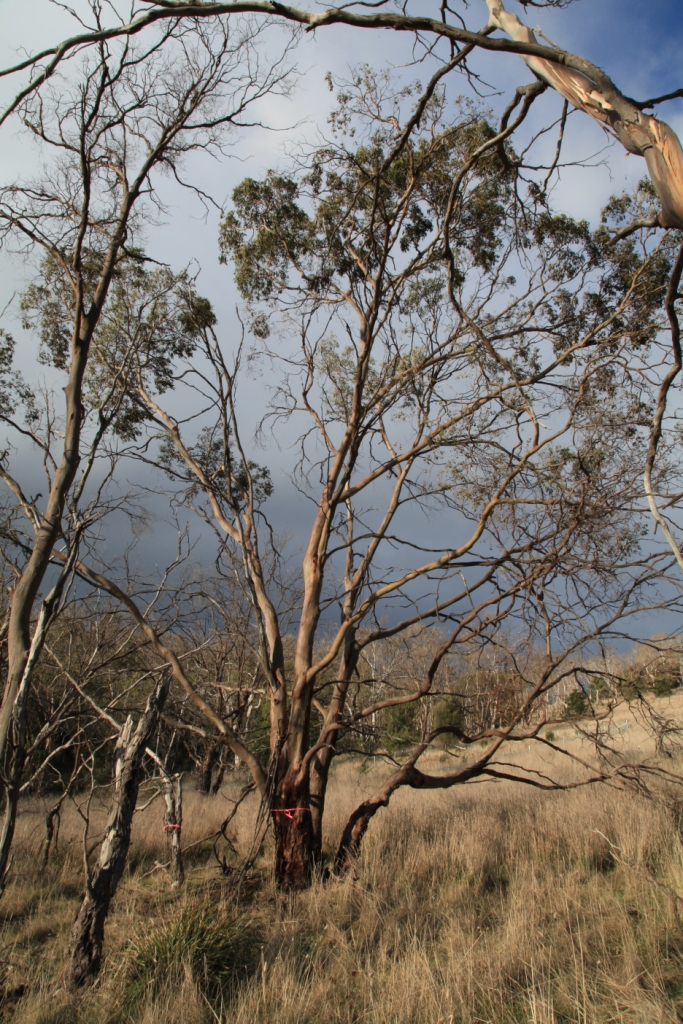